# Iglesia de San Sebastián (Archúa)
La iglesia de San Sebastián es un edificio situado en la localidad española de Archúa, en la provincia de Álava.

## Descripción
El edificio se encuentra en la localidad española de Archúa, del municipio de Cuartango, perteneciente a la provincia de Álava, en la comunidad autónoma del País Vasco. Se menciona como iglesia parroquial del lugar en el segundo volumen del Diccionario geográfico-estadístico-histórico de España y sus posesiones de Ultramar de Pascual Madoz, donde aparece descrita con las siguientes palabras: «la igl. parr. (San Sebastian) es servida por 1 cura beneficiado». En el tomo de la Geografía general del País Vasco-Navarro dedicado a Álava y escrito por Vicente Vera y López, se dice lo siguiente: «iglesia dedicada á San Sebastián, unida á la parroquia de Guillarte».